# Samuel Chukwueze
Samuel Chukwueze (Amaokwe Ugba Ibeku, Umuahia, Abia, 22 de maig de 2019) és un futbolista professional nigerià que juga com a volant per l'AC Milan de la Serie A i per l'equip nacional nigerià.

## Palmarès
Vila-real CF
- 1 Lliga Europa de la UEFA: 2020-21[3]

AC Milan
- 1 Supercopa italiana: 2024[4]

Selecció nigeriana
- 1 Copa del Món sub-17: 2015[5]